# Valle Varaita
La Valle Varaita (val Varacha in occitano, Valvràita in piemontese, Valvrèita in Alto-piemontese) è una valle della Provincia di Cuneo, in Piemonte, il cui simbolo è il Monviso (3.841 m) e con esso, laghi montani, antiche borgate, piste da sci e la presenza del Bosco dell'Alevé, che ne fanno un'apprezzata meta turistica.

## Geografia

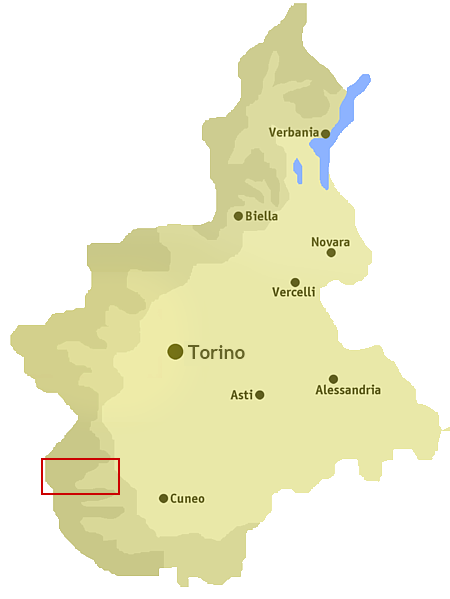
Collocazione della valle nella cartina del Piemonte.

La valle ha inizio dai 400 metri di altitudine di Costigliole Saluzzo e si sviluppa verso Ovest in direzione pressoché rettilinea fino a Casteldelfino, ove si biforca in Valle Varaita di Bellino e Valle Varaita di Chianale. La strada principale risale quest'ultima fino al Colle dell'Agnello (2744 m), che chiude a monte la testata della valle, conducendo in Francia, nella regione del Queyras. L'intera valle è percorsa dal torrente Varaita. Dalla valle principale diramano alcune valli secondarie, delle quali le principali sono:
- il Vallone di Gilba: inizia in sinistra orografica a Brossasco, e risale in direzione N-O fino al Colle di Gilba (1524 m)
- Valmala: ha origine in destra orografica presso il Ponte di Valcurta, tra Brossasco e Melle, e risale in direzione Sud; la testata non culmina in un passo, ma è dominata dal monte san Bernardo (1615 m).

- Altrettanto notevole è il Vallone di Cervetto, che si stacca in sinistra orografica da Sampeyre salendo fino al colle omonimo.

### Valle Varaita di Bellino

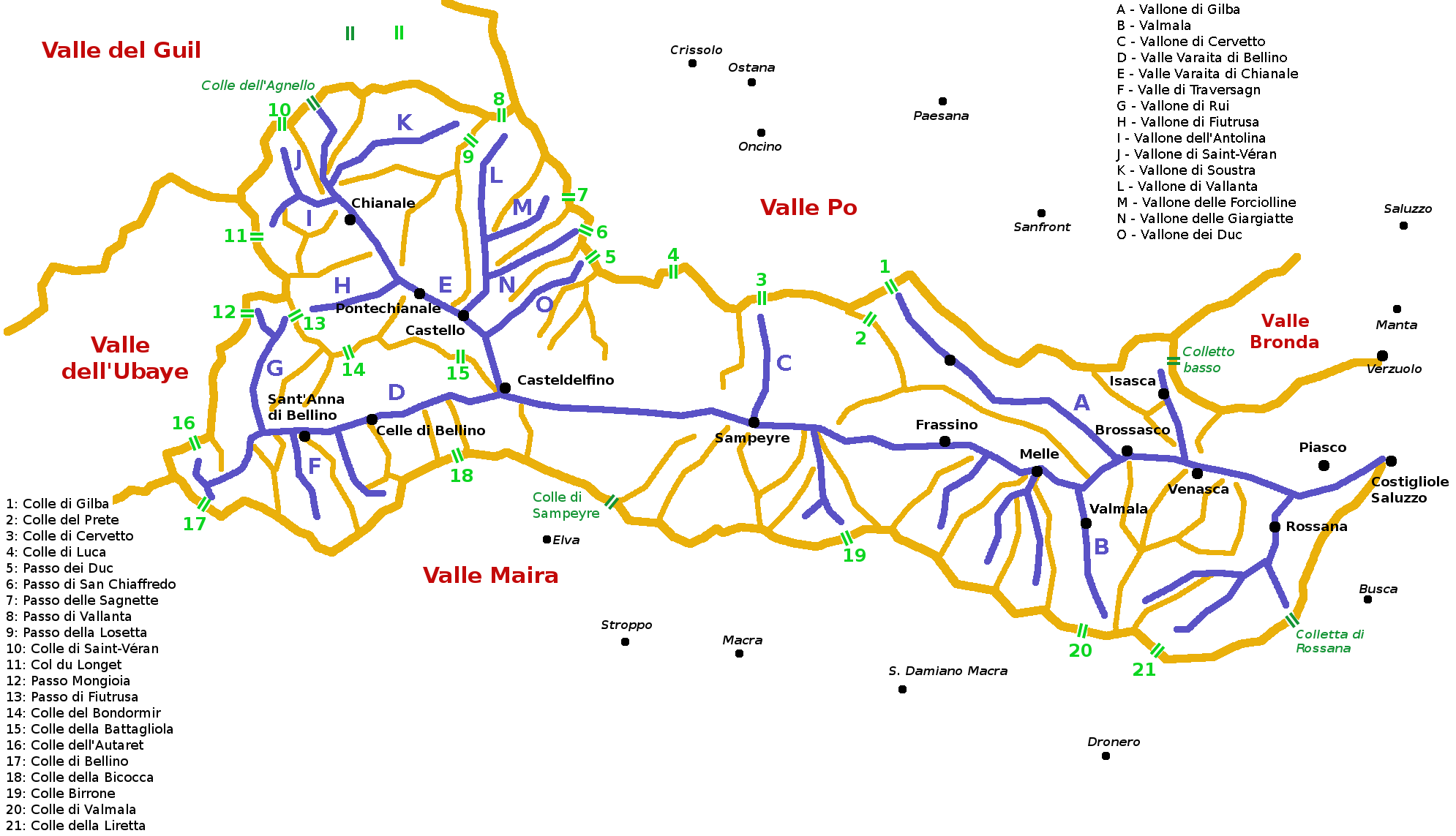
Schema generale della valle Varaita. In arancione le creste spartiacque, in blu i fondovalle, in verde i valichi

Da Casteldelfino, la Valle Varaita di Bellino prosegue in direzione Ovest, fino a Sant'Anna di Bellino, ove la strada carrozzabile si arresta, e la valle si biforca. A Nord, dirama il Vallone di Rui, che conduce al Passo di Fiutrusa ed al Passo Mongioia, presso il monte omonimo. A Sud dirama un vallone senza nome, che conduce al Col de l'Autaret e al Colle di Bellino. Da Sant'Anna di Bellino, in destra orografica, dirama anche la Valle Traversagn, che conduce verso Rocca la Marchisa e il Colle Vers.

### Valle Varaita di Chianale
Si dirama dalla valle principale in corrispondenza  di Casteldelfino e si sviluppa in direzione N-O fino al Colle dell'Agnello, diramando diverse valli laterali:
- in destra orografica:
  - il Vallone di Saint-Véran: da Chianale, risale in direzione N-O fino al Colle di Saint-Véran
  - il Vallone dell'Antolina: da Chianale, risale in direzione O-SO fino al Col Longet
  - il Vallone di Fiutrusa: dalla frazione Genzana, risale in direzione O-SO verso il Passo di Fiutrusa, il Colle del Bondormir ed i due passi noti come Colle del Lupo
- in sinistra orografica:
  - il Vallone di Soustra: ha origine a monte dell'abitato di Chianale, e risale in direzione E-NE fino al Passo della Losetta, che lo mette in comunicazione con il Vallone di Vallanta
  - il Vallone di Vallanta
  - il Vallone dei Duc: ha inizio sopra la frazione di Villaretto, e risale in direzione E-NE fino al Passo dei Duc ed alla Cima delle Lobbie

#### Vallone di Vallanta

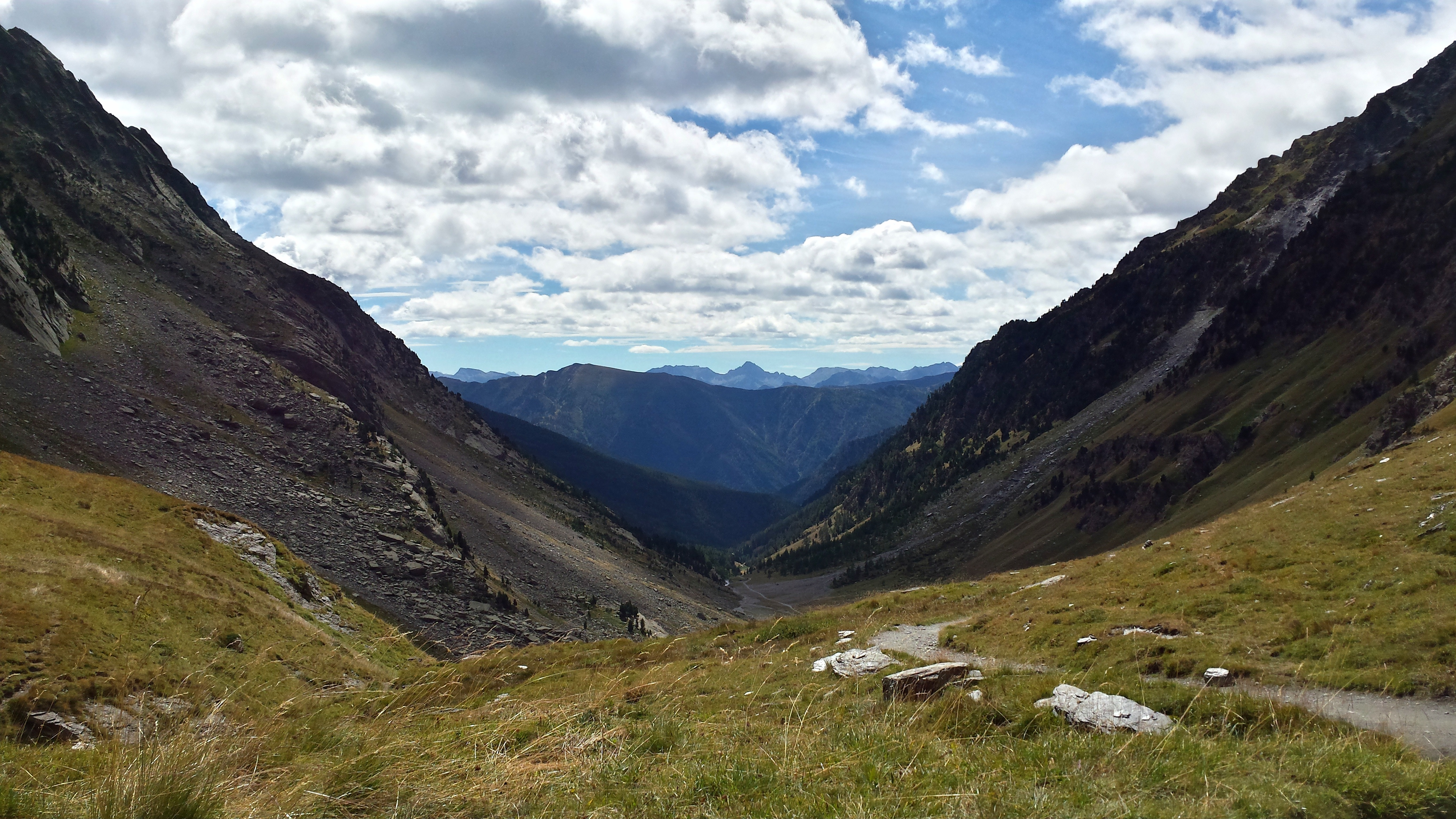
Vista del Vallone di Vallanta dal rifugio omonimo in direzione di Castello (Pontechianale).

Ha origine dalla frazione Castello; risale prima verso NE, poi decisamente verso N, passando direttamente alle pendici del Monviso, e portando al Passo di Vallanta.
Ha notevole importanza dal punto di vista escursionistico ed alpinistico. Infatti, il Giro di Viso passa attraverso quasi tutto il Vallone di Vallanta; inoltre, il Vallone è delimitato dal Monviso e da molte delle cime che lo contornano (Punta Gastaldi, Visolotto, Cadreghe di Viso, Punta Caprera, Triangolo di Caprera, etc.), delle quali costituisce la principale via d'accesso alla via normale.
Il Vallone dirama in sinistra orografica due valli secondarie, entrambe importanti dal punto di vista escursionistico/alpinistico; da monte a valle, esse sono:
- il Vallone delle Forciolline, alla base delle Rocce di Viso, che porta al Passo delle Sagnette ed alla parete S-O del Monviso, ove si sviluppa la via normale di salita
- il Vallone delle Giargiatte, tratto del percorso classico del Giro di Viso, che presenta alla sua testata il Passo di San Chiaffredo.

### Monti

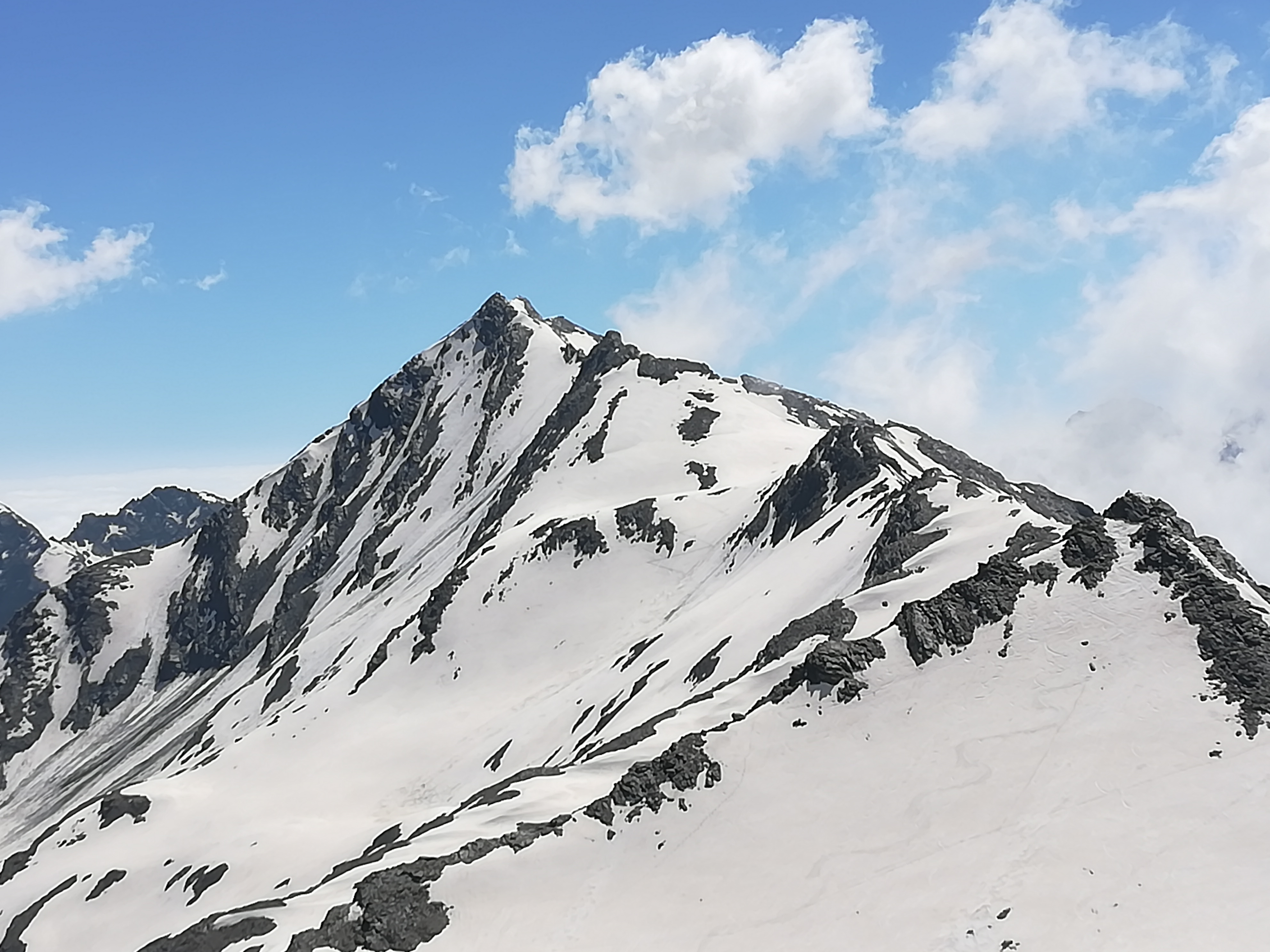
Monte Aiguillette

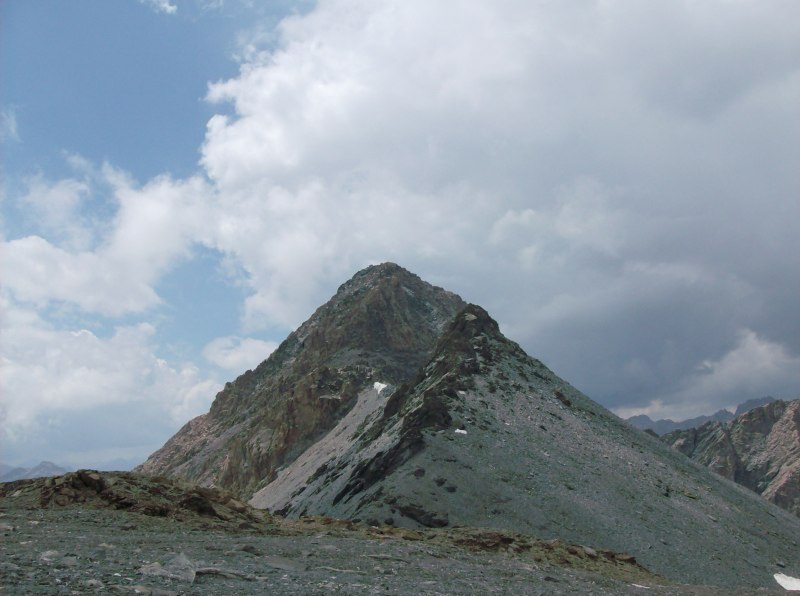
Cima Mongioia

La montagna principale della valle è il Monviso (3.841 m), con tutto il suo gruppo montuoso. Altre cime notevoli, non appartenenti al gruppo del Monviso, sono:
| - in alta Valle di Chianale: - Monte Losetta - 3.054 m - Monte Ruine - 3.143 m - Monte Aiguillette - 3.298 m - Pic Brusalana - 3.170 m - Pic d'Asti - 3.219 m - Roc della Niera - 3.177 m - Punta Tre Chiosis - 3.080 m - Rocca Bianca - 3.064 m - Il Pelvo - 3.024 m - Cima di Pienasea - 3.117 m - Tour Real - 2.877 m | - in alta Valle di Bellino: - Cima Mongioia - 3.340 m - Monte Salza - 3.329 m - Monte Giuep - 3.100 m - Testa di Malacosta - 3.212 m - Punta del Vallone del Lupo - 3.153 m - Punta di Fiutrusa - 3.110 m - Monte Ferra - 3.094 m - Testa di Malacosta - 3.212 m - Pelvo di Ciabrera - 3.152 m - Tête de l'Autaret - 3.015 m - Denti di Maniglia - 3.177 m - Monte Maniglia - 3.177 m - Monte Bellino - 2.942 m - Monte Faraut - 3.046 m - Cima Sebolet - 3.023 m - Rocca la Marchisa - 3.072 m - Monte Camoscere - 2.984 m - Pelvo d'Elva - 3.046 m | - in media e bassa valle: - Punta Rasciassa - 2.664 m - Cima di Crosa - 2.531 m - Monte Nebin - 2.510 m - Testa di Garitta Nuova - 2.385 m - Monte Birrone - 2.131 m - Monte Ricordone - 1.764 m - Monte san Bernardo - 1.625 m |

### Valichi alpini

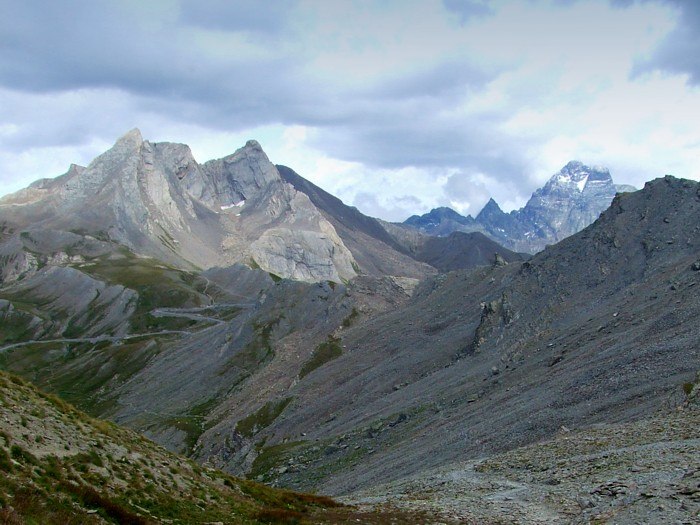
Colle dell'Agnello

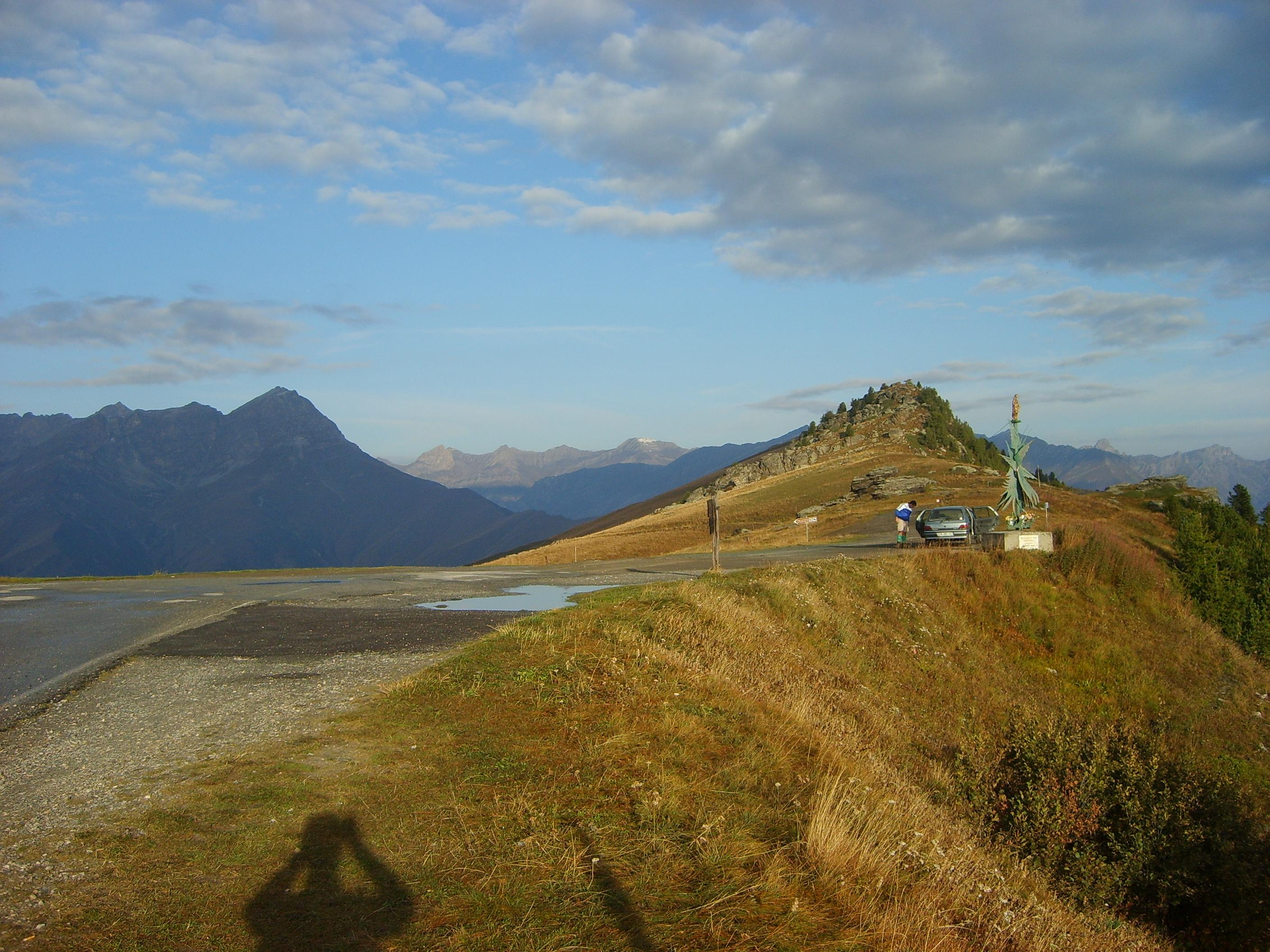
Colle di Sampeyre

Non possiede collegamenti agevoli con le valli confinanti e con la Francia. I principali passi carrozzabili sono:
- in collegamento con la Francia
  - Colle dell'Agnello - 2.744 m
- in collegamento con la valle Maira
  - Colle di Sampeyre - 2.284 m

Numerosi sono invece i collegamenti non carrozzabili, raggiungibili con itinerari di tipo escursionistico; tra questi ricordiamo:
- Verso la Francia:
  - Colle di Saint Veran - 2.844 m
  - Col Longet - 2.672 m
- Verso la Valle Maira:
  - Colle Birrone - 1.700 m
  - Colle della Bicocca - 2.285 m
  - Colle di Bellino - 2.804 m
- verso la valle Po
  - Passo di San Chiaffredo - 2.764 m

### Boschi

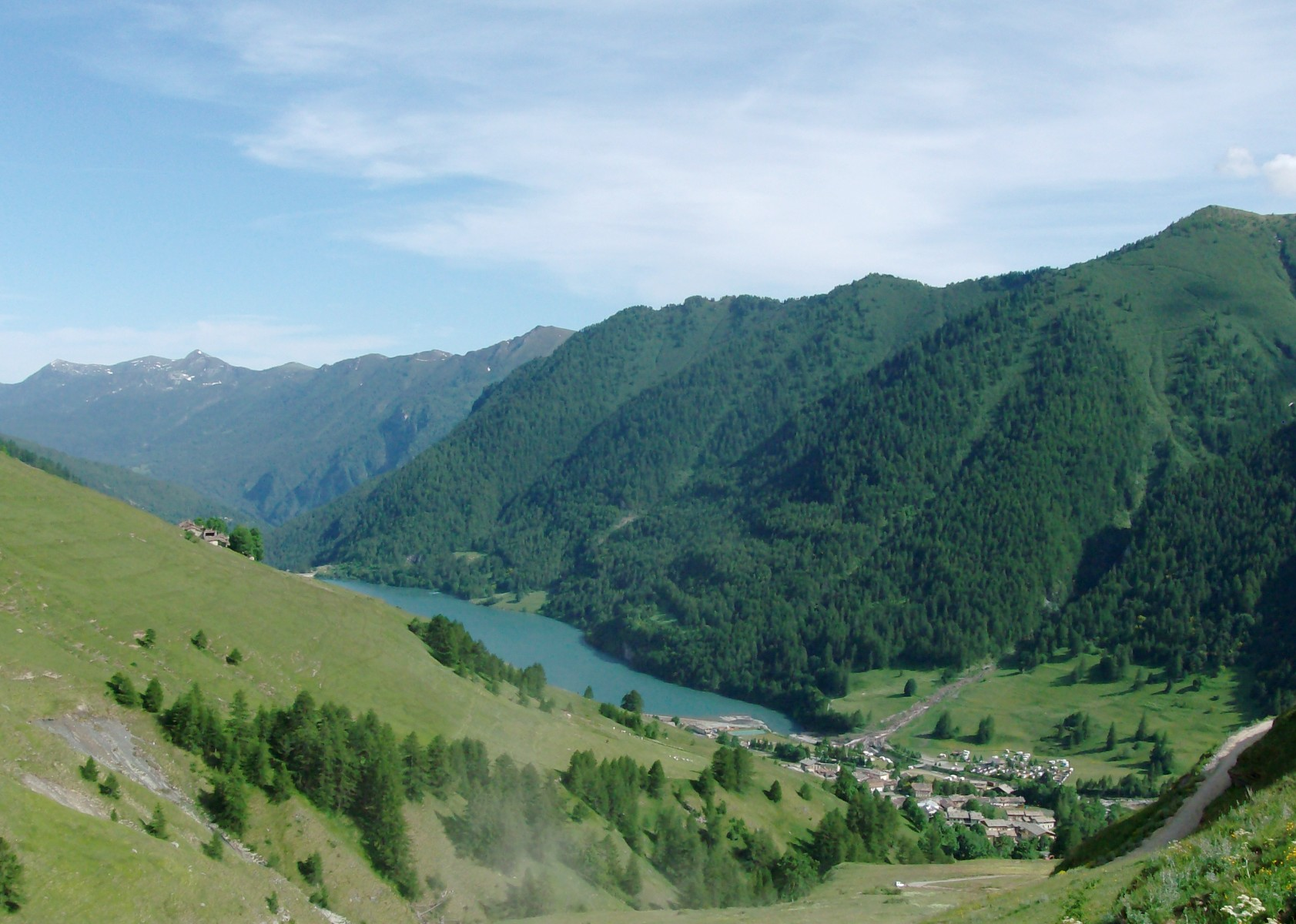
Bosco dell'Alevè da Pontechianale

Con un'estensione boschiva molto omogenea e fitta in tutta la sua superficie, la Valle Varaita ospita soprattutto il Bosco dell'Alevè che, con i suoi 825 ettari distribuiti tra i 1.500 e i 2.500 metri sul livello del mare, è la più grande estensione di Pino Cembro (Pinus Cembra) d'Italia e una delle più grandi d'Europa. Di notevoli dimensioni, ben 696 dei 825 ettari di bosco sono "in purezza"; esso si estende tra i comuni di Sampeyre, Casteldelfino, Pontechianale, spingendosi fino al confine con la Francia e il Parc du Queyras.
Al suo interno possiamo trovare esemplari ultracentenari di pino cembro. I più longevi sono di circa 400 e 600 anni, quest'ultimo posto sulla costa del Monte Cervet; mentre sul versante nord della Cima delle Lobbie esiste un esemplare a quota 2.950, il più alto di tutto il suo areale. Nel bosco oltre alle conifere crescono molte altre specie vegetali tipiche della medio-alta montagna, nonché specie animali che in questo ambiente trovano il loro habitat naturale.

## Storia
La presenza di luoghi abitati è risalente fin dai tempi preistorici, come testimoniato da alcune incisioni rupestri rinvenute in anfratti rocciosi della valle. 
Tuttavia la prima migrazione nella valle fu quella dei Celto-Liguri che, intorno al V secolo a.C., si stabilirono in tutta la Valle Varaita. In seguito alla Battaglia di Pollenzo l'area divenne territorio romano anche se le tracce di questa civiltà sono rarissime e frammentarie. Alcuni studiosi ipotizzano che Annibale abbia attraversato le Alpi valicando il Colle dell'Agnello, ma quest'ipotesi non ha alcun riscontro storico. Con la cessazione del dominio Romano il territorio tornò a far parte della Gallia Cisalpina ma, parimenti, poche notizie si hanno delle invasioni barbariche e del passaggio dei Saraceni nel X secolo, che tuttavia hanno lasciato la miglior testimonianza nell'usanza tipica della celebrazione del Baìo..
I secoli XI e XII furono abbastanza caotici, con la valle suddivisa in una miriade di piccole proprietà sotto il controllo di diocesi e signori diversi. Una sistemazione abbastanza stabile si ebbe a partire dal 1210, quando la valle fu divisa a metà tra sue stati: la parte a monte, comprendente gli attuali comuni di Pontechianale, Bellino e Casteldelfino, fino alla frazione Confine di Sampeyre, rimase sotto il controllo del Delfinato, mentre la restante parte rimase controllata dal Marchesato di Saluzzo. Un'importante modifica all'assetto si ebbe nel XIV secolo, quando la parte superiore, la cosiddetta Chastelado, ossia Castellata, aderì alla Repubblica degli Escartons, costituendone appunto l’Escarton di Casteldelfino.
I due settori della valle seguirono nei secoli a venire le sorti dei loro stati. La Castellata passò quindi sotto il dominio francese nel 1349, quando il Delfinato fu ceduto al Regno di Francia, ma la Repubblica degli Escartons mantenne la sua indipendenza. La parte bassa della valle rimase con il Marchesato di Saluzzo, e passò sotto il dominio francese con il resto del Marchesato nel 1549. Nel 1601, con il trattato di Lione, i territori del Marchesato, ivi compresa la bassa valle Varaita, passarono sotto il dominio del Ducato di Savoia. La valle fu definitivamente riunita nel 1713, quando, con il trattato di Utrecht, la Castellata fu ceduta al Regno di Sardegna, uscendo dalla Repubblica degli Escartons.
La valle fu marginalmente interessata dagli eventi della guerra di successione austriaca. Nell'autunno del 1743 le truppe franco-spagnole tentarono un'invasione della valle Varaita di Chianale, ma si ritirarono, L'anno successivo gli eserciti franco-spagnoli tentarono una nuova invasione; il 19 luglio 1744 gli assalitori attaccarono le truppe piemontesi in prossimità del monte Pietralunga, sul crinale che separa la valle Varaita di Bellino da quella di Pontechianale. La battaglia si risolse in favore dei difensori, ma si trattava solo di un'azione diversiva: il grosso delle truppe franco-ispaniche stava infatti avanzando sulla direzione Stura-Maira, ed i difensori piemontesi furono successivamente aggirati da un contingente proveniente dalla valle Varaita di Bellino. Il luogo del confronto comunque prese da allora il nome di colle della Battagliola.
La delicatezza strategica della valle, direttamente al confine con una Francia spesso ostile, portò nel tempo alla realizzazione di numerose opere difensive ed accessorie. All'epoca della guerra di successione austriaca risalgono appunto i campi trincerati della Battagliola e della cima dei Fortini di Crosa, il primo realizzato dall'esercito piemontese, il secondo da quello franco-ispanico. Dello stesso periodo è la strada dei cannoni che univa la Colletta di Rossana al Colle della Bicocca; da qui la strada scendeva in val Maira proseguendo fino al colle del Mulo, e da qui alle Barricate (Pietraporzio) ed a Demonte in valle Stura, permettendo una rapida comunicazione tra le tre valli. Questa strada fu successivamente restaurata ed ampliata negli anni tra il 1937 ed il 1939, ed è ancora interamente percorribile. All'inizio del Novecento, venne realizzata in comune di Sampeyre una nuova linea difensiva, costituita essenzialmente da postazioni di artiglieria scoperte in barbetta in posizione defilata, affiancate da opere di casermaggio e polveriere. Lo sbarramento di Sampeyre era costituito da due installazioni, realizzate tra il 1900 ed il 1905: la batteria del Collet sopra Rore, e la batteria di Becetto in località Morera. Lo sbarramento fu disarmato nel 1915, e riutilizzato come deposito di munizioni. Nella seconda metà degli anni trenta la valle fu interessata anche dalle nuove fortificazioni del Vallo Alpino del Littorio. Una prima linea difensiva si sviluppava nei dintorni di Chianale, con sbarramento dei colli Longet, di Saint-Véran e dell'Agnello, mentre una seconda linea si sviluppava presso Casteldelfino, con casematte camuffate da grange e malloppi in parete.
Le comunicazioni della valle con l'altro versante delle Alpi furono per secoli affidate principalmente ai colli dell'Autaret, di Saint-Véran e di Vallanta. Nel XX secolo venne aperto il valico stradale del Colle dell'Agnello, che permise il transito anche veicolare lungo la valle.
Dopo la seconda guerra mondiale la valle conobbe i ben noti problemi di spopolamento tipici delle terre montane. Negli anni sessanta venne dato impulso ad uno sviluppo turistico piuttosto incontrollato, che ha portato ad un'attività edilizia molto spinta, spesso senza cura per l'architettura tradizionale, soprattutto a Sampeyre e Pontechianale.

## Economia

### Artigianato
Per quanto riguarda l'artigianato, importante è la produzione di mobili, tra i quali si distingue il tipo rustico.

## Patrimonio artistico, culturale e religioso

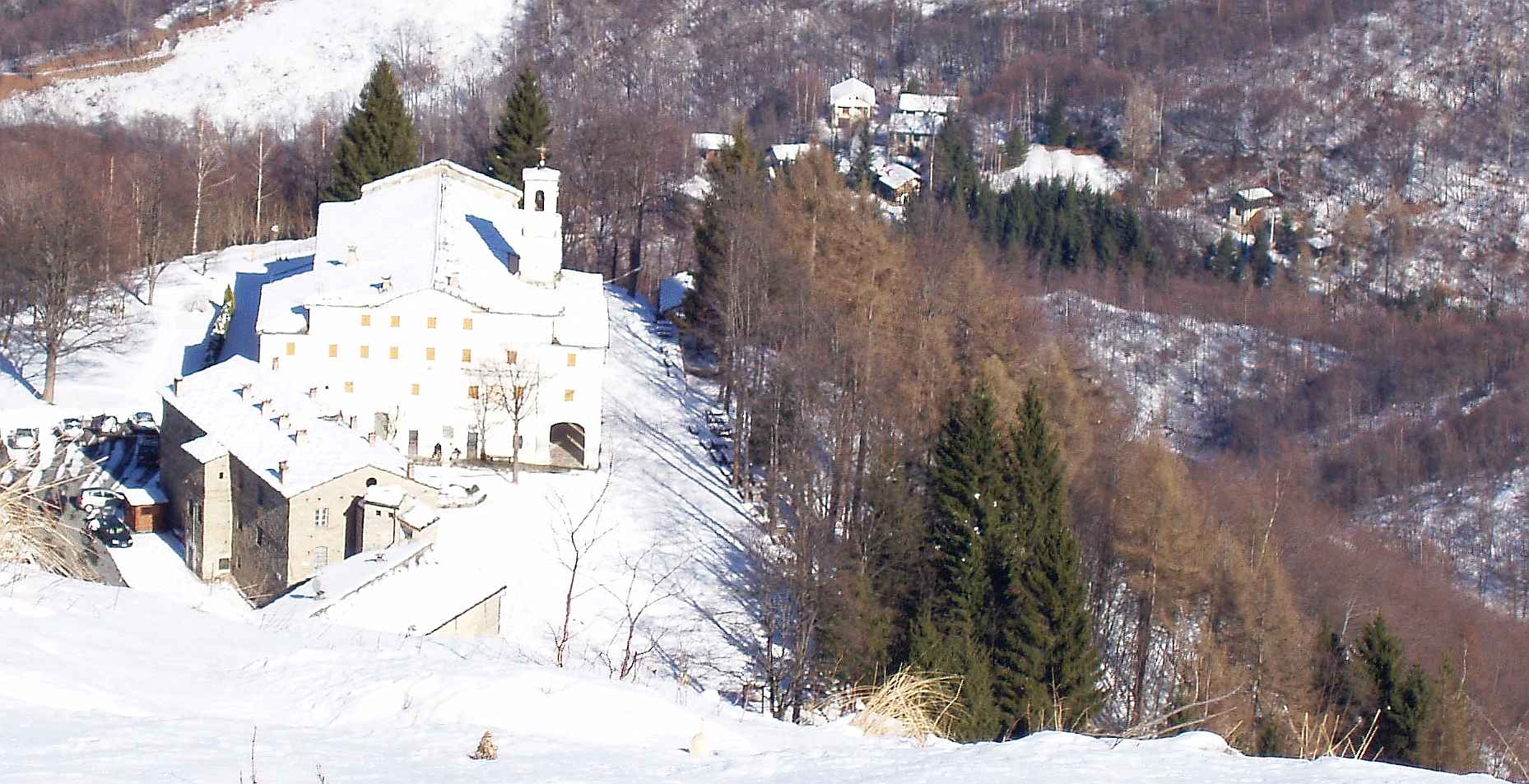
Santuario di Valmala

Il patrimonio artistico è legato principalmente alla religiosità popolare; numerose le testimonianze di santuari, piloni, chiese e cappelle di epoca romanica e gotica. Di particolare rilevanza è il santuario di Valmala.
Non di meno valore storico-religioso il Santuario della Madonna Nera di Becetto di Sampeyre edificato nel 1200 sotto la guida dell'Abbazia di Rivalta e meta di numerosi pellegrinaggi fino a divenire, uno dei più famosi del Piemonte. Celebre quello da Vercelli nel 1219.La statua originale trafugata intorno agli anni cinquanta dell'ultimo dopoguerra è stata ricollocata, nuova, l'8 settembre 2010 con solenne cerimonia celebrata dal Vescovo di Saluzzo, Mons Guerrini, nella nicchia sopra l'altare maggiore, riportante la dicitura del Cantico dei Cantici "Nigra sum sed formosa". Sono stati così onorati, anche se tardivamente, gli otto secoli di vita. Si spera ora in una nuova devozione a questo santuario.- Bibliografia: Estratto degli atti del convegno sull'Abbazia di Rivalta di Torino nella Storia monastica europea tenutosi a Rivalta il 6-7-8 ott.2006-Il santuario di Becetto fra cinque e seicento di A.De Angelis- Edoardo Durando: Alcune notizie sulla Chiesa di Santa Maria di Becetto- Mario Bellina: Santuario della Madonna Nera di Becetto- Fusta Ed.Saluzzo-
La Valle Varaita appartiene alle valli occitane del Piemonte. Tra le manifestazioni legate alla cultura occitana, si può ricordare Lou Chanto Viol (anche scritto Lu Cianto Viol - il canta sentieri in occitano), manifestazione di musica popolare che si tiene a Sampeyre ogni anno l'ultima domenica di agosto.
Tra le manifestazioni tradizionali, da ricordare la Baìo di Sampeyre, antica festa che commemora le invasioni saracene del Medioevo.

## Turismo

### Escursionismo ed alpinismo
La valle offre agli appassionati della montagna d'estate diversi spunti di interesse. Il Monviso è certo la montagna più rilevante della valle offrendo diverse possibilità di attività, sia per l'ascensione alla vetta ed alle cime satelliti, sia per il giro di Viso, il tour escursionistico intorno alla montagna. Anche il resto della valle offre però interessanti possibilità, con numerose cime oltre i tremila metri, e diverse vie alpinistiche su molte montagne.
D'inverno, è possibile praticare l'arrampicata su cascate di ghiaccio. Quest'attività anzi ha avuto probabilmente il suo esordio in Italia proprio in val Varaita, quando, il 18 dicembre 1977, Romeo Isaia e Piero Marchisio salirono il canale Ciucchinel nella valle di Bellino.

#### Rifugi alpini

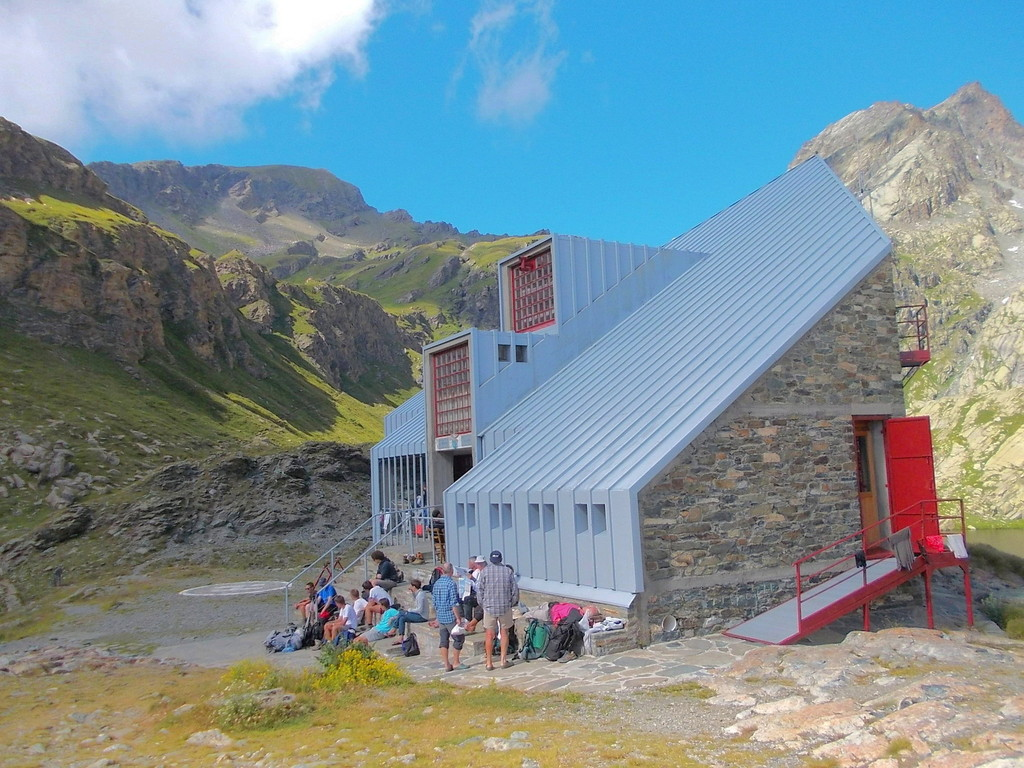
Il Rifugio Vallanta.

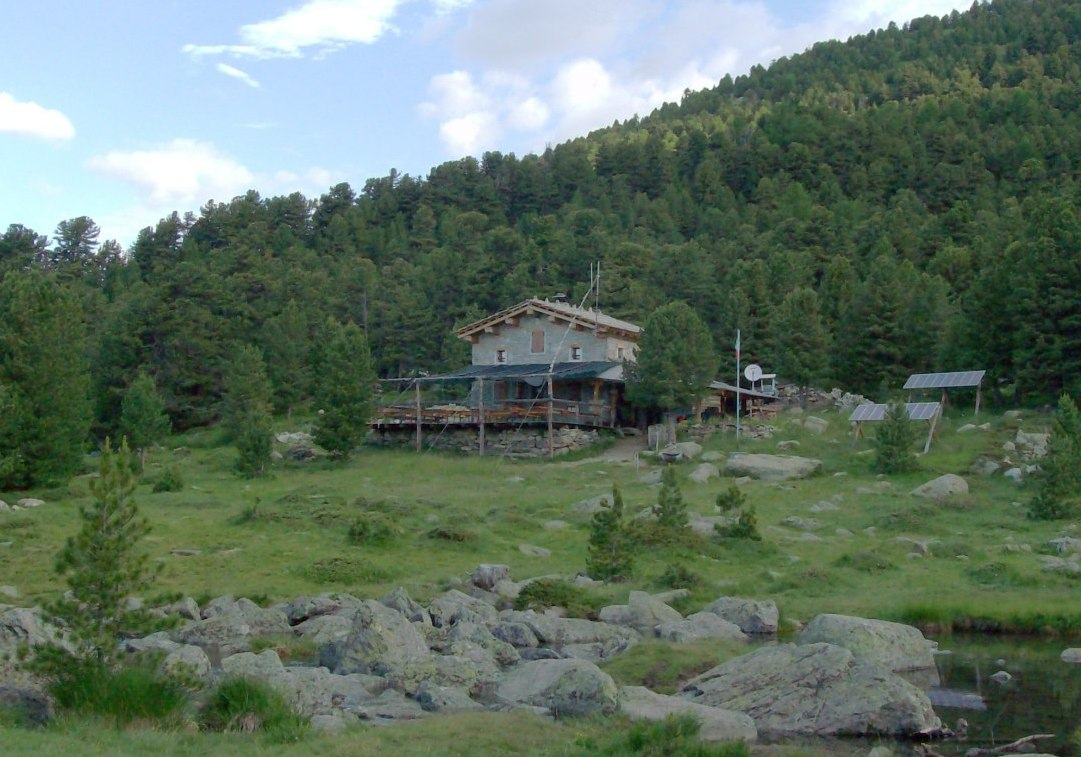
Rifugio Bagnour

In valle sono presenti alcuni rifugi per facilitare l'alpinismo e l'escursionismo di alta quota e, in particolare, il giro di Viso. Tra di essi, abbiamo i rifugi alpini:
- Rifugio Vallanta (2450 m), che ha sostituito il vecchio Rifugio Gagliardone (2430 m)
- Rifugio Bagnour (2017 m)

i bivacchi:
- Bivacco Boarelli (2820 m)
- Bivacco Berardo (2710 m)
- Bivacco Bertoglio (2760 m)
- Bivacco Boerio (3089 m)

ed i rifugi escursionistici:
- Rifugio Savigliano (1743 m)
- Rifugio Alevè (1580 m)
- Rifugio Melezè (1812 m)
- Rifugio Meira Garneri (1810 m)

### Sci
La valle offre diverse possibilità sia per i praticanti dello sci nordico che dello sci alpino. Per i primi ci sono cinque centri attrezzati: a Valmala, Becetto (Sampeyre), Casteldelfino, Bellino e Chianale. Gli impianti di risalita per praticare lo sci alpino sono tre: a Sampeyre, Bellino e Pontechianale, dove una nuova seggiovia è stata costruita in luogo di quella storica costruita negli anni sessanta.